# عمار أبو كدوك
عمار أبو كدوك هو لاعب كرة قدم سوداني معتزل.

## المسيرة الكروية
لعب لصالح الموردة وأبرز مشاركاته كانت في كأس الكؤوس الإفريقية 2002 حيث قادهم للوصول إلى ربع نهائي البطولة قبل الخروج من الشرطة الكونغولي. انتقل بعدها للمريخ عام 2003 دون تحقيق إنجاز يذكر.
على صعيد المنتخب الوطني لعب أبو كدوك 9 مباريات مع منتخب السودان وسجل هدفاً واحداً ضد اليمن في مباراة ودية بين الفريقين بتاريخ 17 سبتمبر 2003 والتي انتهت 3-2 لصالح المنتخب اليمني.
لم يفز أبو كدوك بأي بطولة مع الموردة أو المريخ طوال مسيرته المهنية.